# Dina
Dína (oznaka dyn) je fizikalna enota za silo v sistemu cgs, enaka 10-5 N. Sila 1 dyn je potrebna, da masi 1 g podelimo pospešek 1 cm/s². Mednarodni sistem enot enoto dina uvršča med nedovoljene in priporoča nadomestitev z enoto newton.